# Самі свої (фільм)
«Самі свої» (пол. Sami swoi, Польща, 1967) — одна з найвідоміших польських комедій, перша частина трилогії Сильвестера Хенцинського. Продовження становлять «Nie ma mocnych» (1974) i «Kochaj albo rzuć» (1977).
Фільм знято в чорно-білій версії, але в 2000 році світ побачило кольорове видання, створене від фірми Dynach Digital Studios з Голлівуду, на замовлення телебачення Polsat. Більшість сцен знято в місцевості Добжиковіце, що недалеко міста Вроцлав, де зараз міститься музей Каргуля та Павляка.
Придуману постать Каргуля зіграв Владислав Ганьча, а Павляка Вацлав Ковальський. Первообразом Павляка був Ян Мулярчик з села Тимова біля Сцінави. Він крикнув до родини: «Висідаємо, бо тут люде наші є» (пол. „Wysiadamy bo tu nasze ludzie są”) коли їдучи поїздом на Повернені Землі, він побачив корову Міколая Поляковського з Боричівки, сусіда та родича Мулярчиків. Згаданий Ян Мулярчик був дядьком по батькові Андрія Мулярчика, автора сценарії до трилогії про Каргуля та Павляка.

## Сюжет
Фільм розповідає про два посварені роди Павляків та Каргулів, які після завершення другої світової війни були примушені полишити "Східні Креси" та оселится на "Повернених Землях". Їхні сварки одначе мають свій початок у часах іще до війни. Суперечка заводиться про межу та Каргулеву корову, яка завадила Павлякам, але також і про землю. До конфлікту дійшло, коли Каргул заорав 3 пальці задалеко в бік землі Павляка. З плином часу Ян Павляк емігрує до Штатів.

## Акторський склад
сім'я Павляків
- Васлав Ковальський — Казімєж
- Здзіслав Карчевський — Ян (брат)
- Єжи Янечек — Вітя (син)
- Марія Збишевська — Маня (жінка)
- Наталія Шиманська — Леонія (мати)
- Зигмунт Белявський — Павєл (син)

сім'я Каргулів
- Владислав Ганьча — Владислав
- Ільона Кусьмєрська — Ядвіґа (доня)
- Халіна Буино-Лоза — Анєля (жінка)